# Trò chơi năm 1986
Trang này liệt kê các board game,  card game, wargame, miniatures game, và trò chơi nhập vai tabletop xuất bản năm 1986.  Đối với trò chơi điện tử, xem Trò chơi điện tử năm 1986.

## Trò chơi được phát hành hoặc phát minh năm 1986
- 1830: Railroads and Robber Barons
- 2300 AD (trò chơi nhập vai)
- AeroTech
- After The Bomb (trò chơi nhập vai)
- Blood Bowl
- Britannia
- CityTech
- Die Macher
- Federation and Empire
- Fortress America
- Ghostbusters (trò chơi nhập vai)
- Generic Universal RolePlaying System (GURPS)
- MechWarrior (trò chơi nhập vai)
- Platoon
- Polarity
- Road Hogs (trò chơi nhập vai bổ sung)
- Samurai Swords
- Warhammer Fantasy Roleplay

## Giải thưởng trò chơi được trao năm 1986
- Spiel des Jahres: Top Secret Spies (Tựa đề tiếng Đức là Heimlich and Co.)

## Sự kiện lớn liên quan đến trò chơi năm 1986
- Coleco mua Selchow and Righter với giá 75 triệu đô la Mỹ.